# 大斑絲隆頭魚
大斑絲隆頭魚，又稱大斑絲鰭鸚鯛，為輻鰭魚綱鱸形目隆頭魚亞目隆頭魚科的其中一種，分布於西太平洋區，包括巴布亞紐幾內亞、澳洲新南威爾斯、斐濟、東加等海域，棲息深度可達32公尺，本魚雄性體深灰色到淡紅，在胸鰭的基底的一個黑色的斑點，腹鰭非常長，母魚與稚魚在上面的尾鰭基底具有一個黑色的斑點，背鰭硬棘11枚，背鰭軟條9枚，臀鰭硬棘3枚，臀鰭軟條9枚，體長可達13公分，棲息在水淺有遮蔽部的珊瑚碎石海域，生活習性不明，可作為觀賞魚。

## 擴展閱讀
維基物種上的相關：大斑絲隆頭魚